# Idaea echo
Idaea echo là một loài bướm đêm trong họ Geometridae.